# HD 37717
HD 37717，又名CD-40 1999，SAO 217450、HR 1947，是一颗恒星，视星等为5.82，位于銀經246.21，銀緯-30.52，其B1900.0坐标为赤經5h 35m 30.8s，赤緯-40° -30.52′ 48″。